# Hockey de mesa
El hockey de mesa es un deporte basado en hockey sobre hielo. La organización internacional ITHF organiza el campeonato mundial cada dos años. La mesa oficial es Stiga jugando mesas. A veces, acerce de "hockey de mesa" se llama también hockey de aire y sus variaciones.
Ahora bien, este deporte es popular en las regiones, en el que es popular el hockey sobre hielo: América del Norte, Europa Central, Europa del Norte y Europa Oriental. A febrero de 2021, entre los 10 líderes del ranking mundial 5 eran de Rusia, 2 de Finlandia y Letonia y 1 de Ucrania. Entre los 8 mejores de los equipos nacionales, todavía había Suecia, República Checa, Noruega y Estonia. Hay aproximadamente 10 000 jugadores en el ranking mundial de la ITHF, activos en los últimos 5 años.

## Historia

### Inicios
Se inventó en los años treinta en Canadá y Suecia.
Este juego se hizo popular en la URSS. El primero astronauta, Yuri Gagarin, en 1961 jugó hockey de mesa en la traducción de la televisión soviética con jugadores de hockey sobre hielo de la selección nacional.
Había diferentes fabricantes de hockey de mesa pero no fue un deporte competitivo hasta 1982, cuando en Suecia se disputó el primer campeonato nacional. Se jugaba en las mesas de Stiga y obtuvieron el estándar principal para las grandes competiciones, aunque las pequeñas competiciones ocurren en mesas de otros fabricantes, especialmente en USA.
El primer campeonato del mundo se organizó en 1989 en Estocolmo. Los suecos lo ganaron con mucha confianza.

### Internacionalización y reglamentación
En 2005, las naciones de juego más fuertes organizaron la Federación Internacional de Hockey de Mesa en Riga. Posteriormente, las decisiones sobre reglas y torneos fueron aceptadas por votación de las federaciones nacionales. En lugar de los torneos de la Euroliga anteriores, se introdujo el World Tour con torneos en 13 países en cada temporada.
El hockey de mesa fue aceptado por las autoridades estatales como deporte en 2006 en Letonia. Este nivel significa el apoyo financiero del estado. Era la primera vez que se aceptaba oficialmente el hockey de mesa como deporte.
En 2021, el Campeonato del Mundo se jugó en Estonia. Ganó el selección nacional de Letonia. Hay 21 federación en la ITHF en 2021, 2 de América del Norte, 1 de Asia (Kazajistán) y 18 de Europa, incluido el miembro más nuevo, Portugal.

## Galería

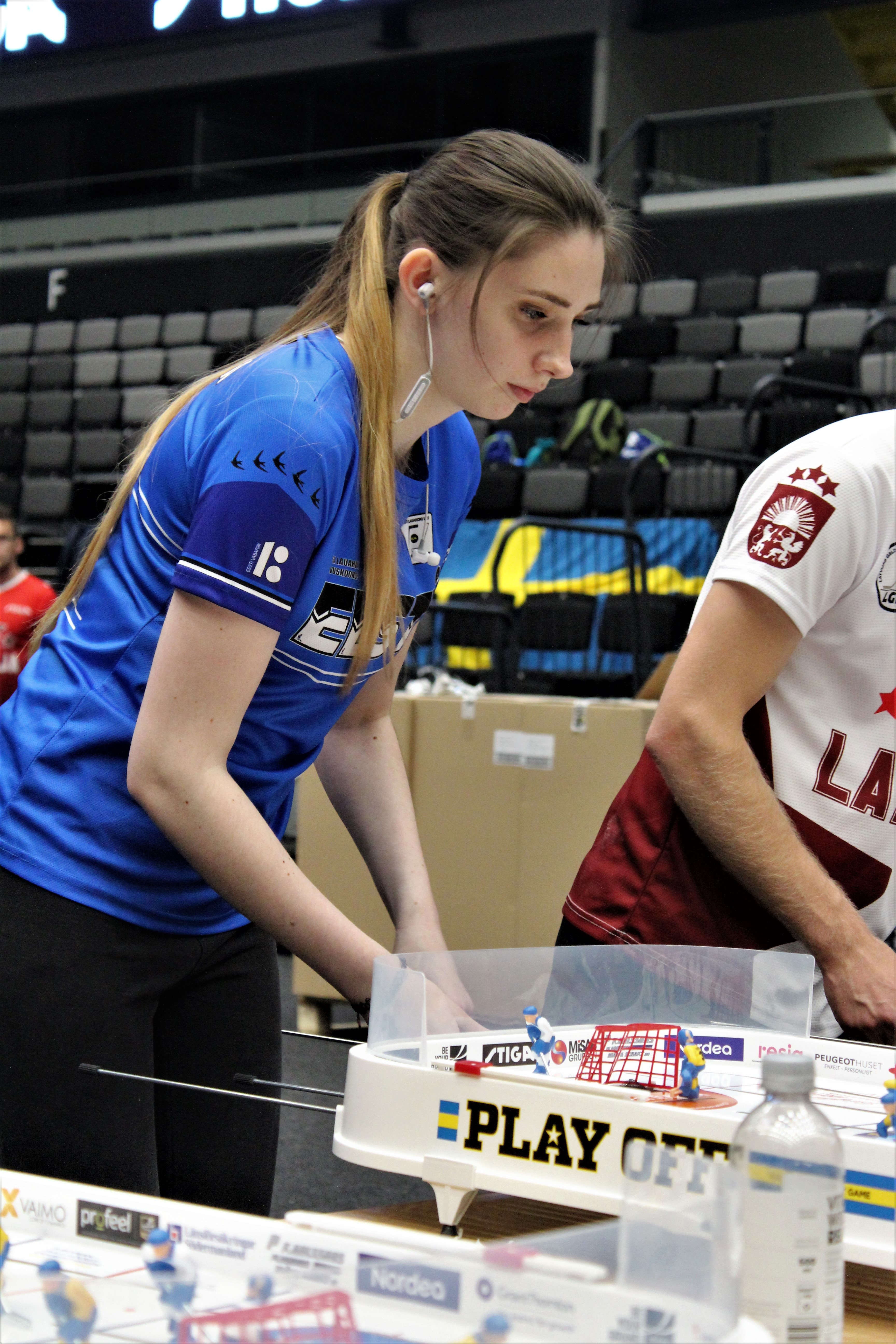
La campeona del mundo entre mujeres (2019) - Maria Saveljeva, Estonia
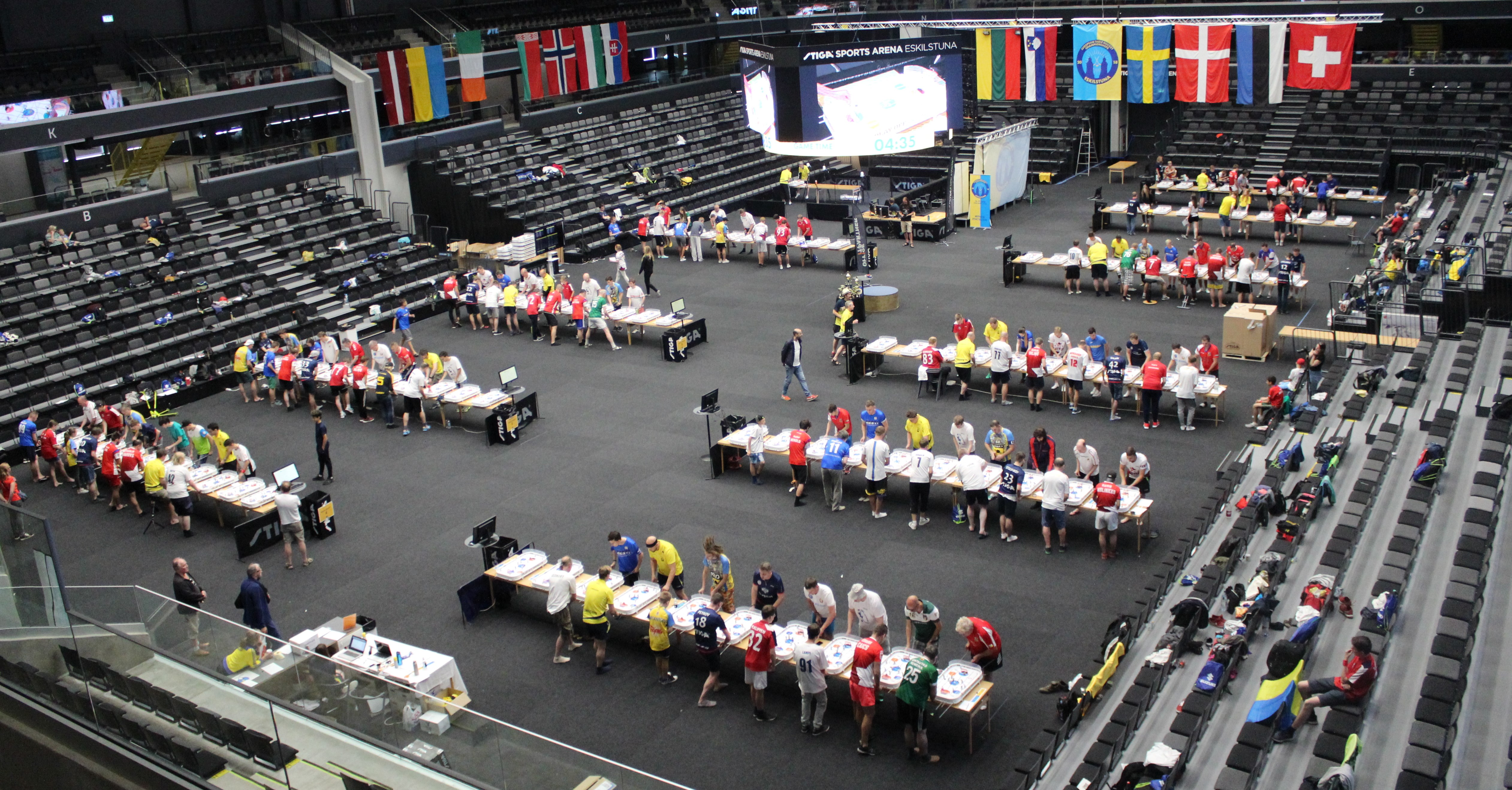
Campeonato de Europa en Eskilstuna, Suecia (2018)
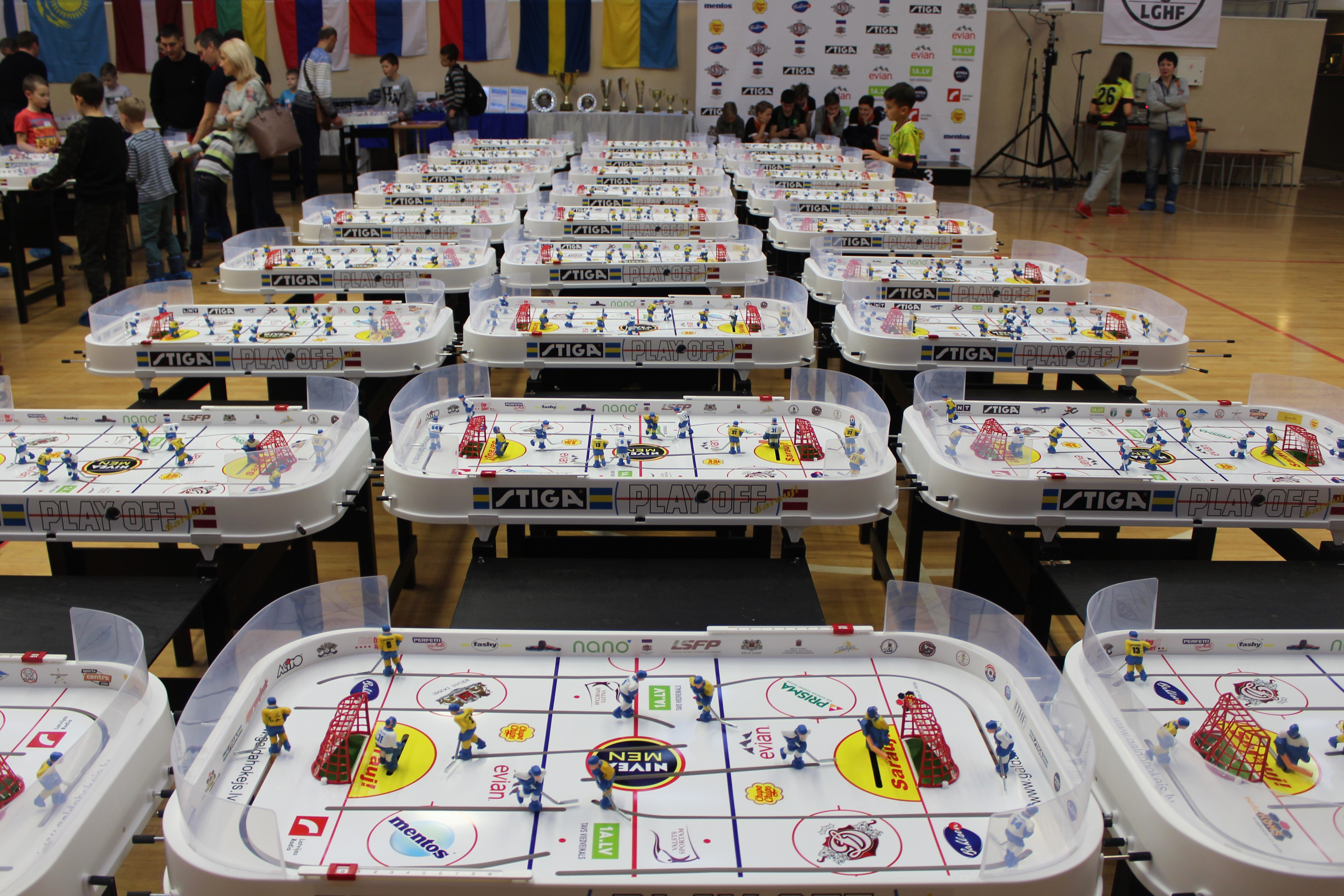
Antes del torneo
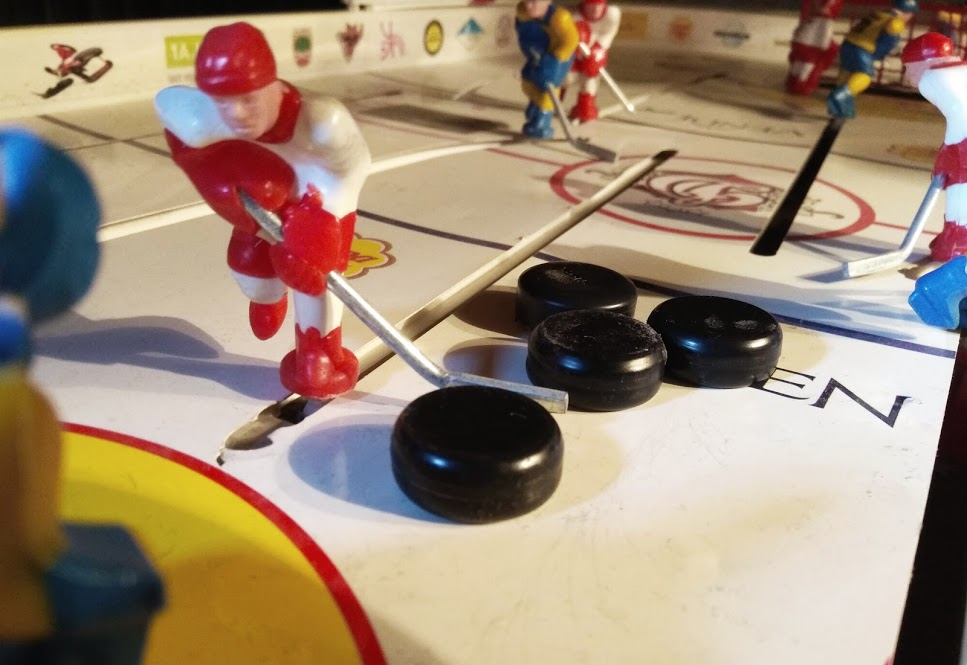
Entrenamiento
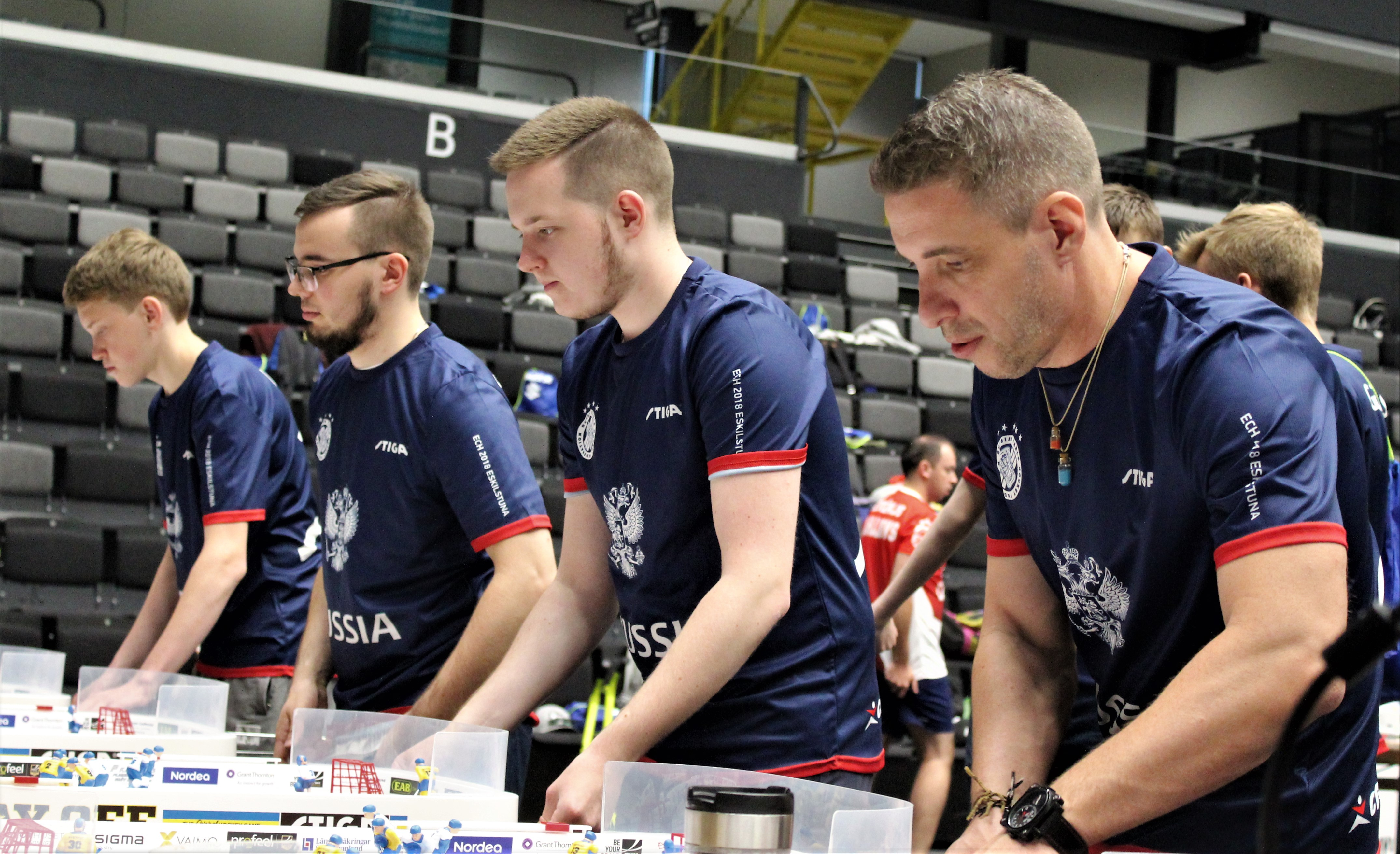
Selección nacional de Rusia
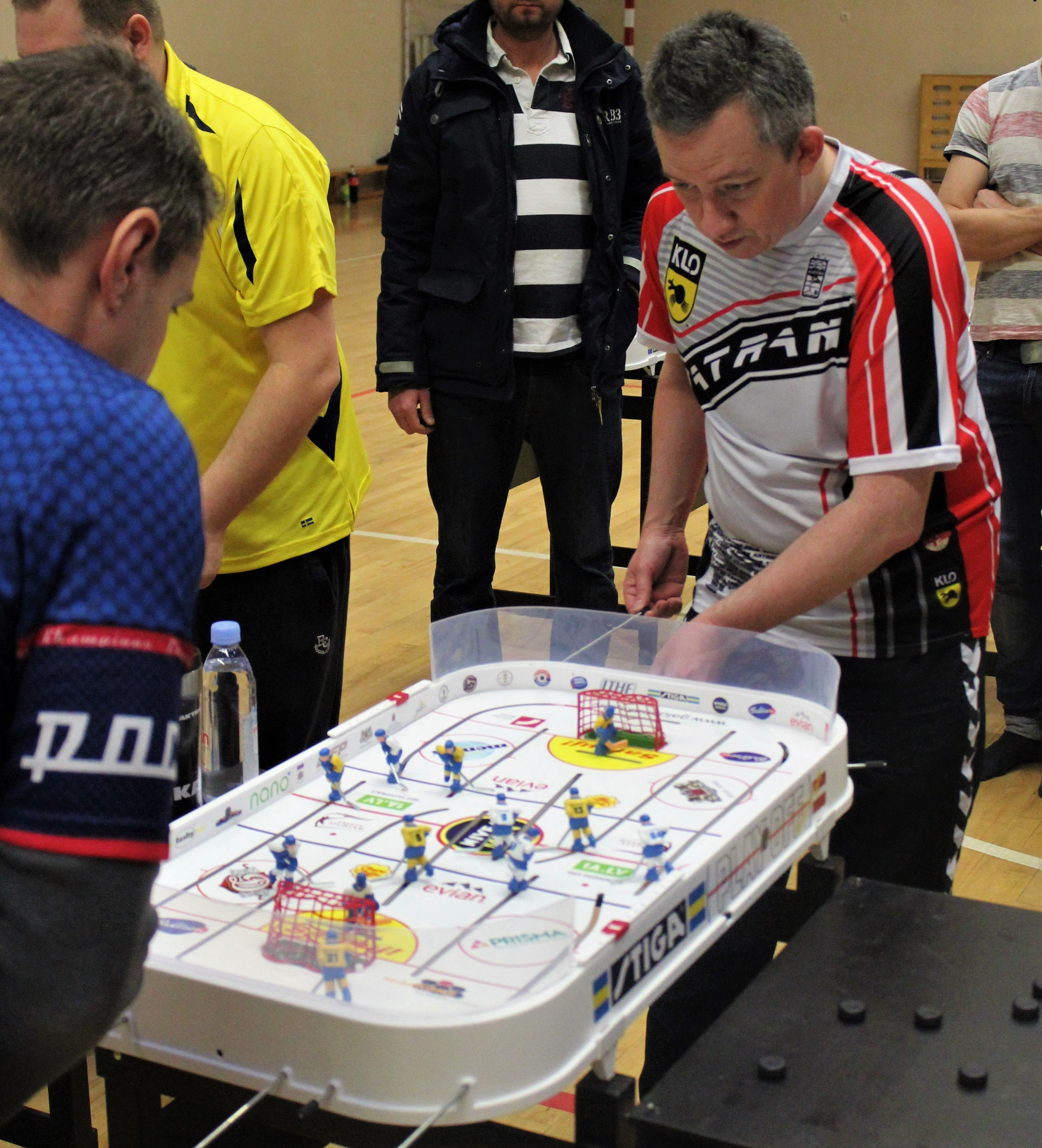
Los presidentes de las federaciones internacional y rusa Axelsen (derecho) y Titov